# Leifsbudir
Leifsbudir (o Leifsbuðir) fu un insediamento citato nella Grœnlendinga saga, fondato da Leifr Eiríksson nel 1000 o nel 1001 a Vinland. Fu quindi il primissimo insediamento in America settentrionale.
In seguito 160 groenlandesi, tra cui 16 donne, vi si stabilirono guidati da Thorfinn Karlsefnis. I norreni entrarono in contatto con gli Skræling locali, ed i coloni furono obbligati ad abbandonare Leifsbudir facendo ritorno in Groenlandia.
Alcuni credono che Leifsbudir si trovasse presso L'Anse aux Meadows in Terranova. All'inizio degli anni sessanta il ricercatore norvegese Johannes Kr. Tornöe ipotizzò invece che si trovasse sulla stretta baia di Waquoit Bay.